# Lista de prefeitos e intendentes de Santana de Parnaíba
Esta é a lista de prefeitos e intendentes do Município de Santana de Parnaíba, estado brasileiro de São Paulo, conforme atas da Câmara Municipal.

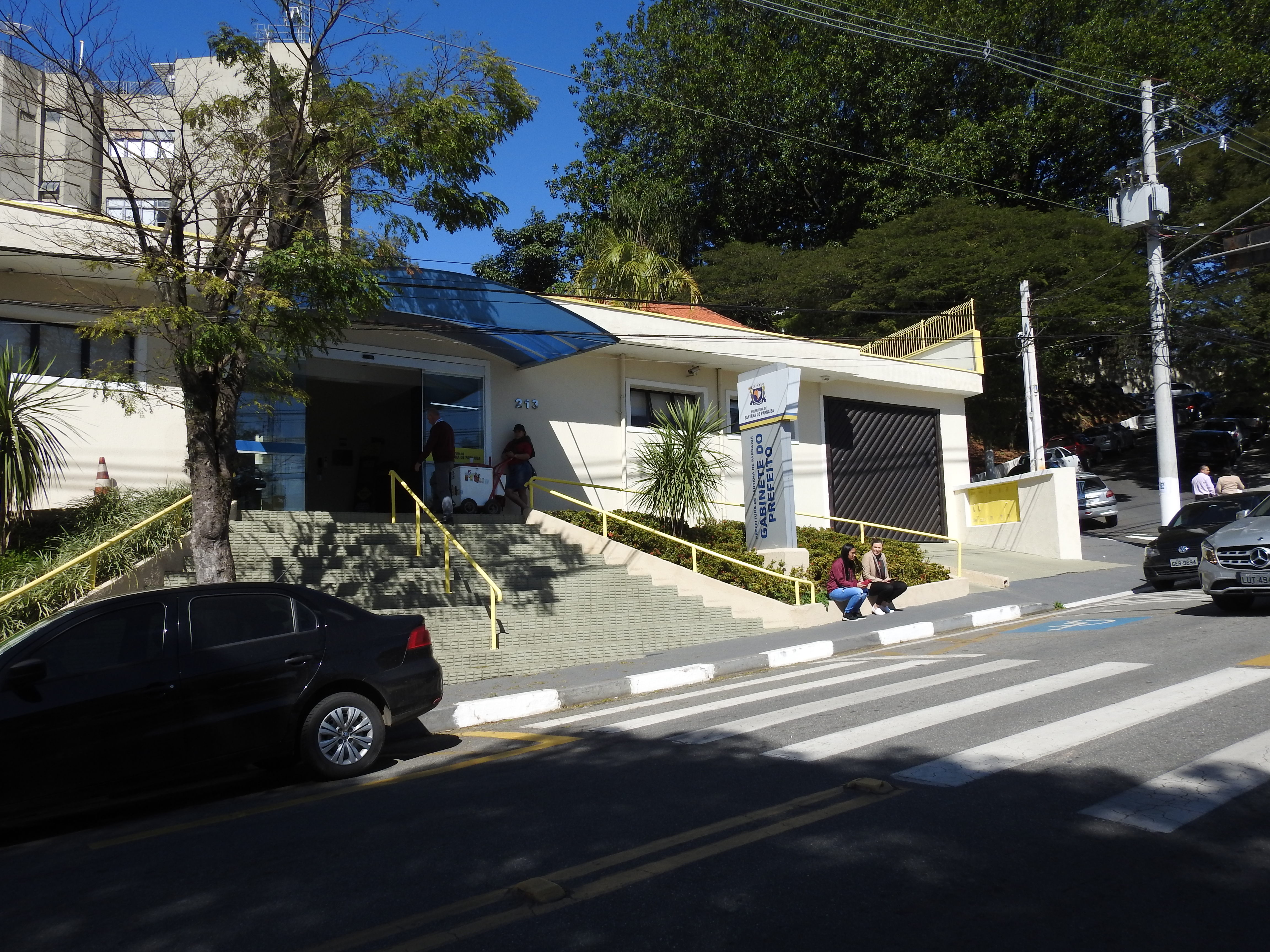
Prefeitura de Sanatana de Parnaíba em 2019.

Até 1907 os intendentes municipais eram designados pelo Governador do Estado ou pela Câmara Municipal, e a partir desta data passaram a ser designados prefeitos. Com a Revolução de 1930 os prefeitos passaram a ser nomeados exclusivamente pelos governadores do estado, situação que mudou em 1936 quando as nomeações voltaram a ser feitas pela Câmara Municipal. Com a implantação do Estado Novo em 1937, os prefeitos passaram a ser designados pelo interventor federal. Em 1945 com a redemocratização do país, os prefeitos passaram a ser eleitos por voto popular, livre, direto e secreto.

## Lista de prefeitos e intendentes
| Nº | Intendente/Prefeito                                   | Partido                                                                                       | Vice-prefeito                         | Início do mandato       | Fim do mandato         | Observações                                                               | Ref. e notas |
| -- | ----------------------------------------------------- | --------------------------------------------------------------------------------------------- | ------------------------------------- | ----------------------- | ---------------------- | ------------------------------------------------------------------------- | ------------ |
| 1  | José Pedroso de Oliveira Pinto                        | Partido Republicano Paulista PRP                                                              | Benedito Cyrino de Carvalho           | 1897                    | 1897                   | Intendente                                                                | [ 1 ]        |
| 2  | Joaquim Eufrásio Leite Penteado                       | Partido Republicano Paulista PRP                                                              | Vicente de Araújo Neto                | 1898                    | 1898                   | Intendente                                                                | [ 1 ]        |
| 3  | Joaquim Marques da Silva Sobrinho                     | Partido Republicano Paulista PRP                                                              | Benedito Cyrino de Carvalho           | 1899                    | 1901                   | Intendente                                                                | [ 1 ]        |
| 4  | Alfredo Domingos Branco                               | Partido Republicano Paulista PRP                                                              | José Luiz de Almeida Cruz             | 1902                    | 1903                   | Intendente                                                                | [ 1 ]        |
| 5  | Benedito Cyrino de Carvalho                           | Partido Republicano Paulista PRP                                                              | Antônio Sérgio Quadros Barbosa        | 1904                    | 1904                   | Intendente                                                                | [ 2 ] [ 1 ]  |
| 6  | Major João Alves de Siqueira Castro                   | Partido Republicano Paulista PRP                                                              | Carlos Augusto Karam                  | 1905                    | 1907                   | Intendente                                                                | [ 1 ]        |
| 7  | Joaquim Branco de Arruda                              | Partido Republicano Paulista PRP                                                              | Carlos Augusto Karam                  | 1908                    | 1908                   | Prefeito eleito indiretamente                                             | [ 1 ]        |
| 8  | Alferes Cândido de Oliveira                           | Partido Republicano Paulista PRP                                                              | Antônio Sérgio Quadros Barbosa        | 1909                    | 1910                   | Prefeito eleito indiretamente                                             | [ 1 ]        |
| 9  | Coronel Raymundo Inácio da Cruz                       | Partido Republicano Paulista PRP                                                              | Israel de Oliveira Pinto              | 1910                    | 1913                   | Prefeito eleito indiretamente                                             | [ 1 ]        |
| 10 | Israel de Oliveira Pinto                              | Partido Republicano Paulista PRP                                                              | Antônio Sérgio Quadros Barbosa        | 1914                    | 1916                   | Prefeito eleito indiretamente                                             | [ 2 ] [ 1 ]  |
| 11 | Pedro Antunes de Siqueira                             | Partido Republicano Paulista PRP                                                              | João José de Oliveira                 | 1917                    | 1924                   | Prefeito eleito indiretamente                                             | [ 1 ]        |
| 12 | João José de Oliveira                                 | Partido Republicano Paulista PRP                                                              | Carlos Augusto Karam                  | 1924                    | 1930                   | Prefeito eleito indiretamente                                             | [ 1 ]        |
| 13 | Tenente Joaquim Domingues Branco de Moraes            | Partido Republicano Paulista PRP                                                              | Magdi Abdel Raouf                     | 1930                    | 1930                   | Prefeito nomeado                                                          | [ 1 ]        |
| 14 | Major Francisco Júlio Cesar Alfieri                   |                                                                                               | Paulo Magalhães Nóvoa                 | 1931                    | 1931                   | Prefeito nomeado                                                          | [ 1 ]        |
| 15 | Capitão Antero Pacheco                                |                                                                                               | Magdi Abdel Raouf                     | 1931                    | 1932                   | Prefeito nomeado                                                          | [ 1 ]        |
| 16 | Alfredo Domingues Branco                              |                                                                                               | Marcelo Baptista de Oliveira          | 1932                    | 1932                   | Prefeito nomeado                                                          | [ 1 ]        |
| 17 | Belmiro da Silva Ponto                                |                                                                                               | Marcelo Baptista de Oliveira          | 1933                    | 1933                   | Prefeito nomeado                                                          | [ 1 ]        |
| 18 | Pedro Antunes Siqueira                                |                                                                                               | Jayme Tavares                         | 1933                    | 1934                   | Prefeito nomeado                                                          | [ 1 ]        |
| 19 | Manoel Fernandes Lacerda                              |                                                                                               | Jayme Tavares                         | 1934                    | 1934                   | Prefeito nomeado                                                          | [ 1 ]        |
| 20 | Alfredo Domingues Branco                              |                                                                                               | Marcelo Baptista de Oliveira          | 1934                    | 1935                   | Prefeito nomeado                                                          | [ 1 ]        |
| 21 | Juvenal Chaves de Oliveira                            |                                                                                               | Jayme Tavares                         | 1935                    | 1936                   | Prefeito nomeado                                                          | [ 2 ] [ 1 ]  |
| 22 | Israel de Oliveira Pinto                              |                                                                                               | Jayme Tavares                         | 1936                    | 1937                   | Prefeito nomeado                                                          | [ 2 ] [ 1 ]  |
| —  | (Registro não localizado)                             |                                                                                               | Marcelo Baptista de Oliveira          | 1938                    | 1938                   | Prefeito nomeado                                                          |              |
| 23 | Israel de Oliveira Pinto                              |                                                                                               | Jayme Tavares                         | 1939                    | 1942                   | Prefeito nomeado                                                          | [ 2 ] [ 1 ]  |
| 24 | Antônio Branco                                        |                                                                                               | Jayme Tavares                         | 1942                    | 1942                   | Prefeito nomeado                                                          | [ 1 ]        |
| 25 | Benedito de Oliveira Pedroso                          |                                                                                               | Saulo de Faria                        | 1942                    | 1942                   | Prefeito nomeado                                                          | [ 2 ] [ 1 ]  |
| 26 | Antônio Branco                                        |                                                                                               | Antônio Galvão dos Santos Júnior      | 1942                    | 1944                   | Prefeito nomeado                                                          | [ 1 ]        |
| 27 | Benedito de Oliveira Pinto                            |                                                                                               | Tarcísio Junqueira                    | 1944                    | 1944                   | Prefeito nomeado                                                          | [ 1 ]        |
| 28 | João José de Oliveira                                 |                                                                                               | Maurício Zacarias Constâncio Filho    | 1944                    | 1945                   | Prefeito nomeado                                                          | [ 1 ]        |
| 29 | Antônio Branco                                        |                                                                                               | Antônio Inácio Ferreira               | 1945                    | 1946                   | Prefeito nomeado                                                          | [ 1 ]        |
| 30 | João José de Oliveira                                 |                                                                                               | José Gomes Branquinho                 | 1946                    | 1946                   | Prefeito nomeado                                                          | [ 1 ]        |
| 31 | Abelardo Marques da Silva                             |                                                                                               | Bernardino Marques da Silva           | 1947                    | 31 de dezembro de 1947 | Prefeito nomeado                                                          | [ 2 ] [ 1 ]  |
| 32 | Bernardino Marques da Silva                           |                                                                                               | Dásio Vilela Chaves                   | 1º de janeiro de 1948   | 31 de dezembro de 1951 | Prefeito eleito em sufrágio universal                                     |              |
| 33 | Antônio dos Santos Brito                              | Partido Trabalhista Nacional PTN                                                              | Juvenal Ferreira dos Santos           | 1º de janeiro de 1952   | 31 de dezembro de 1955 | Prefeito e vice eleitos em sufrágio universal                             |              |
| 34 | Bernardino Marques da Silva                           |                                                                                               | Íris da Costa Machado                 | 1º de janeiro de 1956   | 31 de dezembro de 1959 | Prefeito e vice eleitos em sufrágio universal                             |              |
| 35 | Íris da Costa Machado                                 |                                                                                               | Milton Lourenço de Medeiros           | 1º de janeiro de 1960   | 31 de dezembro de 1963 | Prefeito e vice eleitos em sufrágio universal                             |              |
| 36 | Antônio de Oliveira                                   |                                                                                               | Eustaquio Nazareno                    | 1º de janeiro de 1964   | 31 de janeiro de 1969  | Prefeito e vice eleitos em sufrágio universal                             |              |
| 37 | Hidemi Kawamoto                                       |                                                                                               | Evandro Lelis Costa                   | 1º de fevereiro de 1969 | 31 de janeiro de 1973  | Prefeito e vice eleitos em sufrágio universal                             |              |
| 38 | Bruno Comenho                                         | Aliança Renovadora Nacional ARENA                                                             | Osmar Barbosa da Silva                | 1º de fevereiro de 1973 | 31 de janeiro de 1977  | Prefeito e vice eleitos em sufrágio universal                             |              |
| 39 | Gabriel Marques da Silva                              | Aliança Renovadora Nacional ARENA                                                             | Geraldo Queiroz Guimarães             | 1º de fevereiro de 1977 | 31 de janeiro de 1983  | Prefeito e vice eleitos em sufrágio universal                             |              |
| 40 | Victor Moreira Bastos                                 | Partido do Movimento Democrático Brasileiro PMDB                                              | Adilson Mendes da Silva               | 1º de fevereiro de 1983 | 31 de dezembro de 1988 | Prefeito e vice eleitos em sufrágio universal                             |              |
| 41 | Luiz Iwanaga                                          | Partido Trabalhista Brasileiro PTB                                                            | Ronei José da Silva                   | 1º de janeiro de 1989   | 31 de dezembro de 1992 | Prefeito e vice eleitos em sufrágio universal                             |              |
| 42 | Aristides Oliveira Ribas de Andrade                   | Partido Democrático Trabalhista PDT                                                           | Harley Guimarães Gaia                 | 1º de janeiro de 1993   | 31 de dezembro de 1996 | Prefeito e vice eleitos em sufrágio universal                             |              |
| 43 | Sílvio Roberto Cavalcanti Peccioli                    | Partido da Frente Liberal PFL                                                                 | Olair Oliani                          | 1º de janeiro de 1997   | 31 de dezembro de 2000 | Prefeito e vice eleitos em sufrágio universal                             | [ 4 ]        |
| 43 | Sílvio Roberto Cavalcanti Peccioli                    | Partido da Frente Liberal PFL                                                                 | Olair Oliani                          | 1º de janeiro de 2001   | 31 de dezembro de 2004 | Prefeito e vice eleitos em sufrágio universal                             | [ 5 ]        |
| 44 | José Benedito Pereira Fernandes                       | Partido da Frente Liberal PFL                                                                 | Antonio da Rocha Marmo Cezar (PFL)    | 1º de janeiro de 2005   | 31 de dezembro de 2008 | Prefeito e vice eleitos em sufrágio universal                             | [ 6 ]        |
| 45 | Sílvio Roberto Cavalcanti Peccioli, Silvinho Peccioli | Democratas DEM                                                                                | Pedro Tomishigue Mori (PSB)           | 1º de janeiro de 2009   | 31 de dezembro de 2012 | Prefeito e vice eleitos em sufrágio universal                             | [ 7 ]        |
| 46 | Antonio da Rocha Marmo Cezar                          | Partido da Social Democracia Brasileira PSDB                                                  | Oswaldo Luiz Oliveira Borrelli (PSDB) | 1º de janeiro de 2013   | 31 de dezembro de 2013 | Prefeito e vice eleitos em sufrágio universal                             | [ 8 ]        |
| 47 | Elvis Leonardo Cezar                                  | Partido da Social Democracia Brasileira PSDB                                                  | Oswaldo Luiz Oliveira Borrelli (PSDB) | 1º de janeiro de 2014   | 31 de dezembro de 2016 | Prefeito e vice eleitos em sufrágio suplementar em eleições de 01.12.2013 |              |
| 47 | Elvis Leonardo Cezar                                  | Partido da Social Democracia Brasileira PSDB                                                  | Oswaldo Luiz Oliveira Borrelli (PSDB) | 1º de janeiro de 2017   | 31 de dezembro de 2020 | Prefeito e vice eleitos em sufrágio universal                             | [ 9 ]        |
| 48 | Antonio Marcos Batista Pereira                        | Partido da Social Democracia Brasileira PSDB Partido Democrático Trabalhista PDT Republicanos | Rosalia Dantas (PSDB)/(PDT)           | 1º de janeiro de 2021   |                        | Prefeito e vice eleitos em sufrágio universal                             | [ 10 ]       |
| 49 | Elvis Leonardo Cezar, Elvis Cezar                     | Republicanos                                                                                  | Vicente Augusto da Costa (MDB)        | 1º de janeiro de 2025   | -                      | Prefeito e vice eleitos em sufrágio universal                             | [ 11 ]       |